# 費爾利 (馬里蘭州)
費爾利（英語：Fairlee）是位於美國馬里蘭州肯特縣的一個普查規定居民點。

## 人口
根據2020年美國人口普查的數據，費爾利的面積為10.12平方千米，當中陸地面積為9.82平方千米，而水域面積為0.30平方千米。當地共有人口500人，而人口密度為每平方千米49.41人。